# خوان لوبيز دي أورالدي
خوان لوبيز دي أورالدي (من مواليد 1963) هو سياسي إسباني المتحدث باسم حزب إيكو السياسي منذ عام 2011. وكان المتحدث باسم منظمة السلام الأخضر في أسبانيا من 2001 إلى 2010 وهو نائب في الكونجرس الإسباني من أجل أونيدوس بوديموس منذ عام 2015 في الانتخابات العامة الإسبانية، أعيد انتخابه في انتخابات 2016 و2019.

## تأسيس التحالف الأخضر
بعد التأخير الناجم عن جائحة كوفيد 19 في يونيو 2021 شارك أورالدي في تأسيس حزب البيئة اليساري التحالف الأخضر وأصبح المنسق الفيدرالي له. في لحظة إنشائه أصبح هذا التشكيل السياسي جزءًا من تحالف أونيداس بوديموس.